# Bugatti 251
Il Bugatti 251 è un motore endotermico alternativo aspirato a ciclo Otto da competizione, realizzato dalla casa francese per partecipare al Campionato Mondiale di Formula 1 durante gli anni '50.
Pur non avendo riscosso successi, assume una certa importanza per via del prestigio della casa che l'ha concepito, ma ha anche suscitato particolare interesse per il tipo di architettura inusuale (è infatti un otto cilindri in linea) e per il layout meccanico della Type 251, la vettura che lo utilizzava.

## Contesto

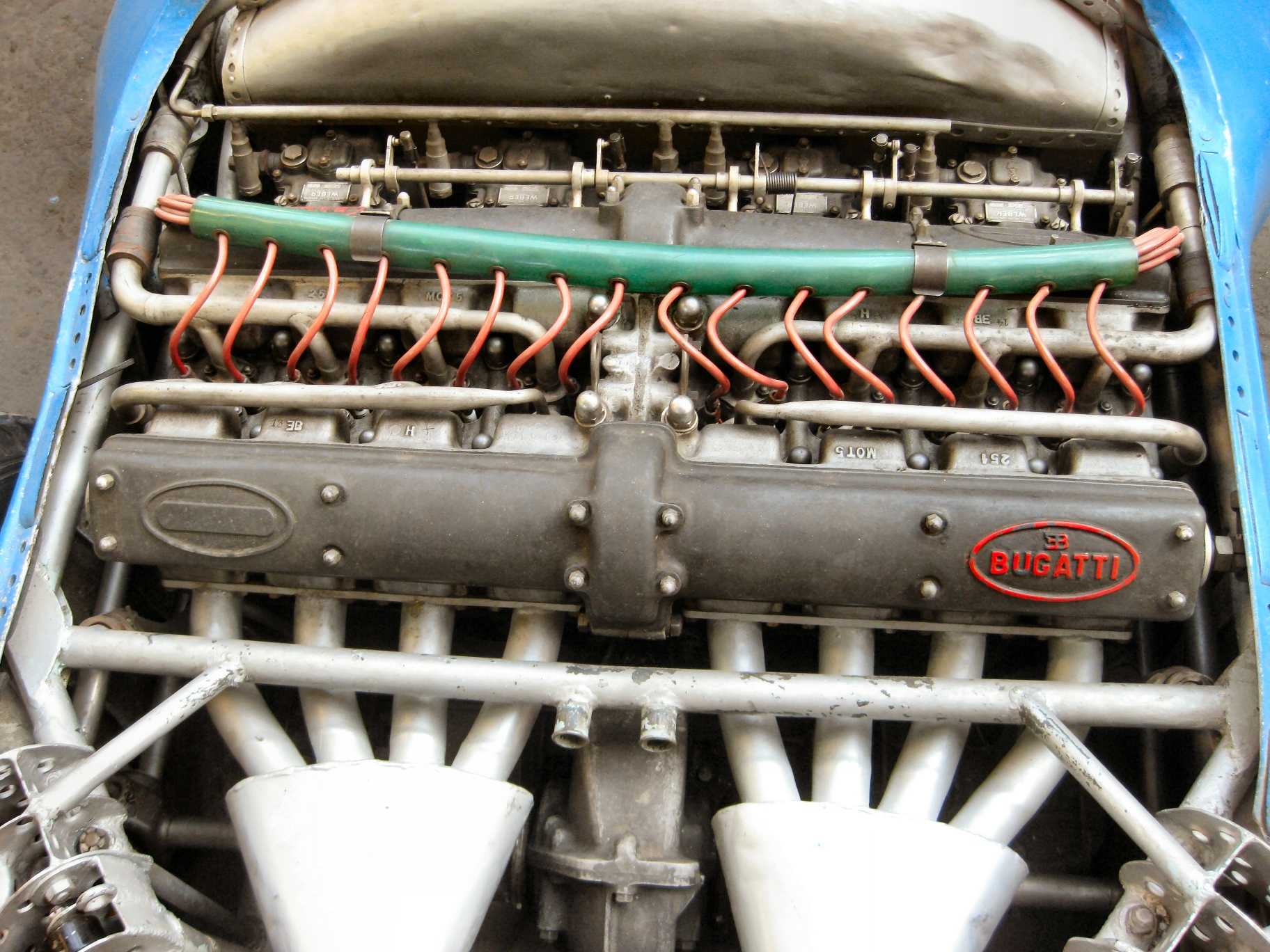
Il motore 251 montato trasversalmente sulla Tipo 251, un fatto inusuale per un motore ad 8 cilindri in linea

Tra gli anni dieci e gli anni trenta del XX secolo, la Bugatti si era imposta come una delle case costruttrici di automobili più blasonate.
Ettore Bugatti infatti, fondò una fabbrica che realizzava modelli di prestigio, estremamente costosi e curati nei minimi dettagli, oltre che ricchi di raffinatezze tecniche.
Con questa ricetta la casa francese riuscì anche a imporsi nell'ambiente dell'automobilismo sportivo, sino a ottenere la vittoria del Campionato mondiale costruttori di Formula Grand Prix nel 1926, il quale anticipava di circa trent'anni quello che oggi è conosciuto come Campionato mondiale di Formula 1.
Ma per una serie di vicissitudini la casa di Molsheim sprofondò in un declino che la portò quasi a sparire. All'origine di questo fenomeno vi fu la morte di Jean Bugatti, figlio del fondatore Ettore. Jean infatti si era integrato molto bene nell'azienda fondata dal padre, al punto che egli divenne uno dei tecnici di punta della casa, ma soprattutto era molto creativo e questo gli permetteva di inventare nuovo soluzioni tecniche che rendevano particolarmente efficienti le vetture alsaziane, e si occupò della progettazione della Bugatti Tipo 41 Royale e della Bugatti Tipo 57, due dei modelli più prestigiosi non solo nella storia della casa ma dell'automobilismo. L'"atelier" si trovò dunque orfano del suo tecnico più creativo e questo unito al secondo conflitto mondiale e all'ostracismo di Ettore Bugatti nei confronti di nuove soluzioni, portò l'azienda lontano dalle competizioni per molto tempo.
Dopo la morte di Ettore Bugatti nel 1947, la casa venne rilevata dal suo terzo genito Roland assieme all'ex pilota e collaboratore Pierre Marco. I due cercarono di rilanciare il marchio ma si accorsero che avevano bisogno di tecnici di primo livello, dunque contattarono il progettista Gioachino Colombo che era cresciuto come apprendista di Vittorio Jano all'Alfa Romeo, e aveva progettato con ottimi risultati molte vetture e motori sia per la casa del biscione che per la Ferrari. L'idea era quella di assoldare un tecnico d'elite, che portasse esperienza e soprattutto innovazione per far in modo che la Bugatti ritornasse ai fasti di un tempo ripartendo da un progetto per la neonata Formula 1.

## Progetto
Gioachino Colombo venne assunto espressamente per realizzare una vettura di Formula 1 per il mondiale 1956.
Al tecnico di Legnano si chiedeva innovazione, cercando per quanto possibile di lasciare qualche tratto distintivo dei fasti di un tempo.
La prima idea del progettista fu quella di adoperare un motore ad otto cilindri in linea, una soluzione molto cara a Ettore Bugatti, ma eccezion fatta per questo particolare, il resto del progetto si discostava completamente da quanto mostrato dagli alsaziani fino ad allora.
Infatti per la 251 (la vettura che avrebbe preso parte al mondiale) Colombo realizzò un impianto frenante con quattro dischi anziché i tamburi utilizzati sino ad allora, così come per la prima volta la Bugatti avrebbe realizzato un motore superquadro (cioè con alesaggio maggiore rispetto alla corsa), ma soprattutto decise di utilizzare un layout con motore in posizione posteriore centrale.
Quest'ultima soluzione non era mai stata adoperata sino ad allora, e la Bugatti 251 è stata la prima auto di Formula 1 a usufruirne, anche se storicamente (ma erroneamente) la Cooper T51 è riconosciuta come la prima vettura di Formula 1 ad aver avuto il motore centrale.
La differenza sta nel fatto che Colombo sotto certi aspetti fu costretto a scegliere questo layout, mentre Owen Maddock lo fece col proposito di migliorare l'handling della vettura.
Colombo era molto esperto nella progettazione dei motori a otto cilindri in linea, ma si rese conto che un propulsore a cilindri in linea con un frazionamento così elevato avrebbe creato problemi di ingombri longitudinali, perciò scelse di utilizzarlo trasversalmente, ma poiché la trazione doveva essere sulle ruote posteriori, decise di locare il motore tra il pilota e l'asse delle ruote posteriori in posizione trasversale, cosa che lo costrinse a realizzare anche una trasmissione di questo tipo.
Come detto Colombo aveva acquisito una notevole esperienza coi motori a otto cilindri in linea, e questa era un'eredità dei suoi progetti all'Alfa Romeo, in particolare la P2, tanto che il disegno della testata e dei coperchi delle punterie erano praticamente identici tra il motore 251 e quello dell'Alfa P2.
Infatti la testata ospitava due valvole per cilindro con due alberi a camme in testa ad azionarle, e gli stessi alberi erano comandati da una cascata di ingranaggi posti al centro del motore, come sulla P2 appunto.
Le camere di combustione erano emisferiche e le valvole erano inclinate di circa 45° proprio per via del disegno delle camere di scoppio.
Ma se sotto questo aspetto il disegno era quasi identico alla vecchia scuola Alfa, lo stesso non si può dire per quanto riguarda l'impianto di accensione.
Infatti il 251 utilizzava due candele per cilindro per migliorare il fronte di fiamma durante la combustione e renderla più omogenea, incrementando dunque anche la potenza.
Questa soluzione non venne mutuata dai vecchi progetti di Colombo, ma probabilmente l'aveva ripresa dal campo aeronautico e dagli archivi dell'Alfa Romeo, che l'aveva utilizzata in campo automobilistico già nel 1914 sul veicolo da competizione A.L.F.A. Tipo Grand Prix.
L'alimentazione era ad aspirazione naturale e assicurata tramite quattro carburatori Weber a doppio corpo, e basamento e testata costruiti con leghe di alluminio derivate dal mondo dell'aeronautica, ma diversamente da altri costruttori d'elite si fece utilizzo di leghe ancor più leggere come quelle di magnesio.
La lubrificazione era a carter secco e come solitamente accadeva a quel tempo, delle tubazioni esterne al monoblocco facevano fluire l'olio sino agli organi in movimento nelle testate.